# Гозьдзікув (Великопольське воєводство)
Гозьдзікув (пол. Goździków) — село в Польщі, у гміні Жгув Конінського повіту Великопольського воєводства.
Населення — 128 осіб (2011).
У 1975-1998 роках село належало до Конінського воєводства.

## Демографія
Демографічна структура станом на 31 березня 2011 року:
|          | Загалом | Допрацездатний вік | Працездатний вік | Постпрацездатний вік |
| -------- | ------- | ------------------ | ---------------- | -------------------- |
| Чоловіки | 68      | 9                  | 51               | 8                    |
| Жінки    | 60      | 14                 | 35               | 11                   |
| Разом    | 128     | 23                 | 86               | 19                   |